# 엔진 얼라이언스
엔진 얼라이언스(Engine Alliance, EA)는 이스트하트퍼드에 본사를 둔 미국의 항공기 엔진 제조사이다. 이 회사는 GE 에어로스페이스와 RTX의 자회사인 프랫 & 휘트니의 50/50 합작투자 회사이다. 엔진 얼라이언스는 새로운 고용량 장거리 항공기용 항공기 엔진 제품군을 개발, 제조, 판매 및 지원하기 위해 1996년 8월에 설립되었다.
이러한 엔진인 GP7100의 주요 적용 분야는 원래 항공사의 수요 부족으로 취소되기 전까지 보잉 747-500/600X 프로젝트였다.
대신, GP7000은 에어버스 A380 슈퍼점보에 사용하기 위해 재최적화되었다. 이 시장에서 GP7000은 항공기의 초기 엔진인 롤스로이스 트렌트 900과 경쟁했다. EA의 두 가지 변형은 GP7270과 GP7277이다.
2017년 9월 30일, 에어 프랑스 66편의 여객 비행 중 엔진 얼라이언스 GP7270 엔진이 비정상적인 고장을 겪었다.